# Jacob Florisz van Langren

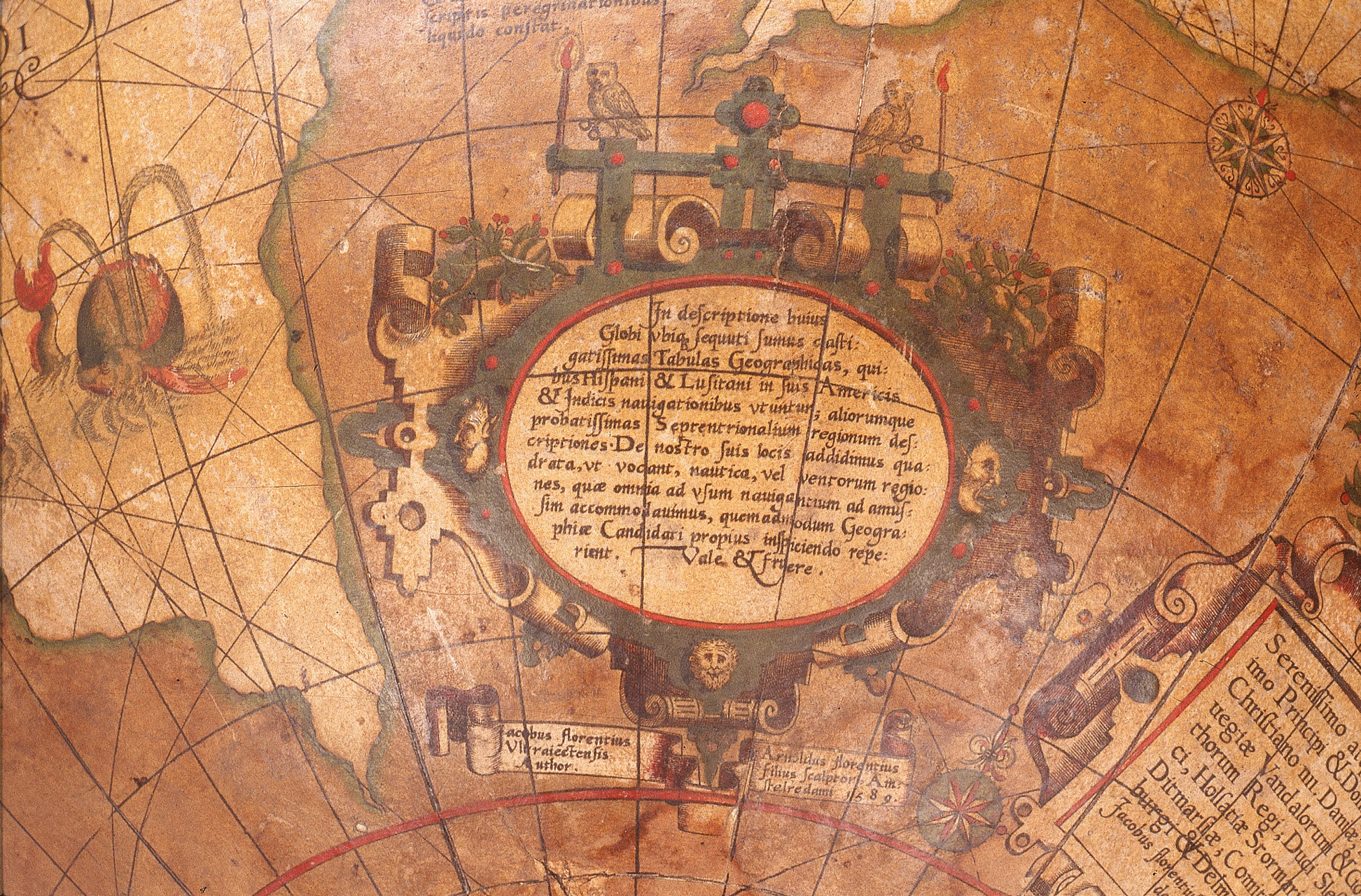
Aardglobe van Arnold Floris van Langren en Jacob Floris van Langren

Jacob Florisz van Langren (ca. 1525 - 27 juli 1610) was een Nederlands cartograaf en globemaker.
Van Langren werd in Gelderland geboren, maar verhuisde naar de Zuidelijke Nederlanden en van daar naar Amsterdam, waar zijn zoons Arnoldus en Henricus werden geboren. Met zijn oudste zoon vervaardigde Van Langren in 1586 twee bij elkaar horende aard- en hemelglobes. Voor de aardglobe was Van Langren schatplichtig aan het werk van Mercator en hij had ook de beschikking over nieuw kaartmateriaal van Spaanse en Portugese oorsprong.
In 1592 kreeg de familie Van Langren van de Staten-Generaal een monopolie voor de verkoop van globes. De cartograaf Jodocus Hondius verzette zich tegen dit alleenrecht. Met succes, want eind zestiende eeuw was er sprake van felle concurrentie bij de fabricage van globes in Amsterdam, tussen de Van Langrens, Hondius, Willem Blaeu en de Engelsman Emery Molyneux.
Van Langren overleed in Alkmaar in 1610 en ligt begraven in de Grote of Sint-Laurenskerk.
Het Scheepvaartmuseum in Amsterdam is in het bezit van een globe van de hand van Van Langren.
- Stuttgart Database of Scientific Illustrators 1450–1950: 9821
- International Standard Name Identifier: 0000 0000 0215 2885
- Nederlandse Thesaurus van Auteursnamen: 072495014
- Virtual International Authority File: 312695100